# Pierre Lisk
Pierre Lisk (ur. 22 listopada 1971) – sierraleoński lekkoatleta specjalizujący się w biegach sprinterskich. W 1996 reprezentował Sierra Leone na Letnich Igrzyskach Olimpijskich 1996 w biegu na 200 m. oraz w sztafecie 4 x 100 m.
Lisk uczestniczył w piątym biegu kwalifikacyjnym na 200 metrów. Zajął 4. pozycję z czasem 20.86 s., co nie wystarczyło by zdobyć kwalifikację. Z czasem lepszym o 0,8 sekundy awansował Brytyjczyk John Regis, który zajął 3. miejsce. Wraz z Tomem Gandą, Josephusem Thomasem oraz Sanusim Turay był reprezentantem kadry Sierra Leone w sztafecie 4 x 100 m. W pierwszej rundzie drużyna Sierra Leone zajęła 3. miejsce w drugim biegu, awansując do półfinału z czasem 38.98. W półfinale kadra zajęła 5. miejsce w pierwszym biegu, osiągając czas 38.91.
Poza startem w igrzyskach olimpijskich, brał udział w igrzyskach afrykańskich w Harare, na których zdobył srebrny medal w sztafecie 4 × 100 m.